# Rhynchosia scutulaefolia
Rhynchosia scutulaefolia är en ärtväxtart som beskrevs av Baker f. Rhynchosia scutulaefolia ingår i släktet Rhynchosia och familjen ärtväxter. Inga underarter finns listade i Catalogue of Life.